# Alex O’Brien
William Alexander „Alex” O’Brien (ur. 7 marca 1970 w Amarillo) – amerykański tenisista, reprezentant w Pucharze Davisa, zwycięzca US Open 1999 w grze podwójnej, lider rankingu ATP deblistów, olimpijczyk z Sydney (2000).

## Kariera tenisowa
Jako zawodowy tenisista O’Brien występował w latach 1992–2003. Łącznie na kortach zarobił 3 535 415 dolarów amerykańskich
Swoje jedyne turniejowe zwycięstwo rangi ATP World Tour w grze pojedynczej odniósł w 1996 roku w New Haven. W drodze do finału wyeliminował m.in. nr 4. w rankingu singlistów, Jewgienija Kafielnikowa. W meczu o tytuł pokonał 7:6(6), 6:4 Jana Siemerinka.
Swój pierwszy tytuł w grze podwójnej wywalczył w 1994 roku podczas turnieju w Cincinnati, grając wspólnie ze Sandonem Stollem. W 1999 roku wygrał deblowy US Open, pokonując w finale razem z Sébastienem Lareau duet Mahesh Bhupathi–Leander Paes 7:6(7), 6:4. Na koniec roku zwyciężył w Tennis Masters Cup, wygrywając z parą Bhupathi–Paes 6:3, 6:2, 6:2. Łącznie O’Brien wygrał 13 turniejów rangi ATP World Tour w grze podwójnej oraz uczestniczył w 20 finałach, w tym finałach Australian Open w 1996 i 1997 roku oraz US Open w 1995 roku.
Występował na igrzyskach olimpijskich w Sydney (2000). Grając w parze z Jaredem Palmerem odpadli w 2 rundzie rywalizacji deblistów (w 1 rundzie mieli wolny los).
Był również reprezentantem swojego kraju w Pucharze Davisa.
W rankingu gry pojedynczej O’Brien najwyżej był na 30. miejscu (21 lipca 1997), a w klasyfikacji gry podwójnej na 1. pozycji (8 maja 2000). Na szczycie listy deblowej znajdował się łącznie przez 5 tygodni.

### Finały w turniejach ATP World Tour
| Legenda                                      |
| -------------------------------------------- |
| Wielki Szlem                                 |
| Igrzyska olimpijskie                         |
| Tennis Masters Cup / ATP Finals              |
| ATP Masters Series / ATP Tour Masters 1000   |
| ATP International Series Gold / ATP Tour 500 |
| ATP International Series / ATP Tour 250      |

#### Gra pojedyncza (1–0)
| Końcowy wynik | Nr | Data             | Turniej   | Nawierzchnia | Przeciwnik    | Wynik finału |
| ------------- | -- | ---------------- | --------- | ------------ | ------------- | ------------ |
| Zwycięzca     | 1. | 18 sierpnia 1996 | New Haven | Twarda       | Jan Siemerink | 7:6(6), 6:4  |

#### Gra podwójna (13–20)
| Końcowy wynik | Nr  | Data                 | Turniej                        | Nawierzchnia    | Partner          | Przeciwnicy                      | Wynik finału       |
| ------------- | --- | -------------------- | ------------------------------ | --------------- | ---------------- | -------------------------------- | ------------------ |
| Finalista     | 1.  | 9 stycznia 1994      | Oʻahu                          | Twarda          | Jonathan Stark   | Tom Nijssen Cyril Suk            | 4:6, 4:6           |
| Finalista     | 2.  | 27 lutego 1994       | Scottsdale                     | Twarda          | Sandon Stolle    | Jan Apell Ken Flach              | 0:6, 4:6           |
| Zwycięzca     | 1.  | 14 sierpnia 1994     | Cincinnati                     | Twarda          | Sandon Stolle    | Wayne Ferreira Mark Kratzmann    | 6:7, 6:3, 6:2      |
| Finalista     | 3.  | 12 lutego 1995       | San Jose                       | Twarda (hala)   | Sandon Stolle    | Jim Grabb Patrick McEnroe        | 6:3, 5:7, 0:6      |
| Finalista     | 4.  | 14 maja 1995         | Pinehurst                      | Ceglana         | Sandon Stolle    | Todd Woodbridge Mark Woodforde   | 2:6, 4:6           |
| Finalista     | 5.  | 9 września 1995      | US Open, Nowy Jork             | Twarda          | Sandon Stolle    | Todd Woodbridge Mark Woodforde   | 3:6, 3:6           |
| Finalista     | 6.  | 27 stycznia 1996     | Australian Open, Melbourne     | Twarda          | Sébastien Lareau | Stefan Edberg Petr Korda         | 5:7, 5:7, 6:4, 1:6 |
| Finalista     | 7.  | 16 czerwca 1996      | Londyn                         | Trawiasta       | Sébastien Lareau | Todd Woodbridge Mark Woodforde   | 3:6, 6:7           |
| Zwycięzca     | 2.  | 27 października 1996 | Stuttgart                      | Dywanowa (hala) | Sébastien Lareau | Jacco Eltingh Paul Haarhuis      | 3:6, 6:4, 6:3      |
| Finalista     | 8.  | 17 listopada 1996    | Doubles Championship, Hartford | Dywanowa (hala) | Sébastien Lareau | Todd Woodbridge Mark Woodforde   | 4:6, 7:5, 2:6, 6:7 |
| Finalista     | 9.  | 25 stycznia 1997     | Australian Open, Melbourne     | Twarda          | Sébastien Lareau | Todd Woodbridge Mark Woodforde   | 6:4, 5:7, 5:7, 3:6 |
| Zwycięzca     | 3.  | 2 marca 1997         | Filadelfia                     | Twarda (hala)   | Sébastien Lareau | Ellis Ferreira Patrick Galbraith | 6:3, 6:3           |
| Finalista     | 10. | 27 kwietnia 1997     | Orlando                        | Ceglana         | Jeff Salzenstein | Mark Merklein Vince Spadea       | 4:6, 6:4, 4:6      |
| Finalista     | 11. | 18 maja 1997         | Rzym                           | Ceglana         | Byron Black      | Mark Knowles Daniel Nestor       | 3:6, 6:4, 5:7      |
| Zwycięzca     | 4.  | 27 lipca 1997        | Los Angeles                    | Twarda          | Sébastien Lareau | Mahesh Bhupathi Rick Leach       | 7:6, 6:4           |
| Finalista     | 12. | 3 sierpnia 1997      | Montreal                       | Twarda          | Sébastien Lareau | Mahesh Bhupathi Leander Paes     | 6:7, 3:6           |
| Finalista     | 13. | 17 sierpnia 1997     | New Haven                      | Twarda          | Sébastien Lareau | Mahesh Bhupathi Leander Paes     | 4:6, 7:6, 2:6      |
| Finalista     | 14. | 5 października 1997  | Pekin                          | Twarda (hala)   | Jim Courier      | Mahesh Bhupathi Leander Paes     | 5:7, 6:7           |
| Finalista     | 15. | 29 marca 1998        | Miami                          | Twarda          | Jonathan Stark   | Ellis Ferreira Rick Leach        | 2:6, 4:6           |
| Zwycięzca     | 5.  | 12 kwietnia 1998     | Hongkong                       | Twarda          | Byron Black      | Neville Godwin Tuomas Ketola     | 7:5, 6:1           |
| Finalista     | 16. | 3 maja 1998          | Atlanta                        | Ceglana         | Richey Reneberg  | Ellis Ferreira Brent Haygarth    | 3:6, 6:0, 2:6      |
| Finalista     | 17. | 23 sierpnia 1998     | New Haven                      | Twarda          | Sébastien Lareau | Wayne Arthurs Peter Tramacchi    | 6:7, 6:1, 3:6      |
| Zwycięzca     | 6.  | 1 listopada 1998     | Stuttgart                      | Twarda (hala)   | Sébastien Lareau | Mahesh Bhupathi Leander Paes     | 6:3, 3:6, 7:5      |
| Zwycięzca     | 7.  | 10 stycznia 1999     | Doha                           | Twarda          | Jared Palmer     | Piet Norval Kevin Ullyett        | 6:3, 6:4           |
| Finalista     | 18. | 21 lutego 1999       | Memphis                        | Twarda (hala)   | Sébastien Lareau | Todd Woodbridge Mark Woodforde   | 3:6, 4:6           |
| Zwycięzca     | 8.  | 13 czerwca 1999      | Londyn                         | Trawiasta       | Sébastien Lareau | Todd Woodbridge Mark Woodforde   | 6:3, 7:6(3)        |
| Zwycięzca     | 9.  | 11 września 1999     | US Open, Nowy Jork             | Twarda          | Sébastien Lareau | Mahesh Bhupathi Leander Paes     | 7:6(7), 6:4        |
| Zwycięzca     | 10. | 7 listopada 1999     | Paryż                          | Dywanowa (hala) | Sébastien Lareau | Paul Haarhuis Jared Palmer       | 7:6(7), 7:5        |
| Zwycięzca     | 11. | 21 listopada 1999    | Doubles Championship, Hartford | Dywanowa (hala) | Sébastien Lareau | Mahesh Bhupathi Leander Paes     | 6:3, 6:2, 6:2      |
| Finalista     | 19. | 9 stycznia 2000      | Doha                           | Twarda          | Jared Palmer     | Mark Knowles Maks Mirny          | 3:6, 4:6           |
| Zwycięzca     | 12. | 19 marca 2000        | Indian Wells                   | Twarda          | Jared Palmer     | Paul Haarhuis Sandon Stolle      | 6:4, 7:6(5)        |
| Zwycięzca     | 13. | 20 sierpnia 2000     | Waszyngton                     | Twarda          | Jared Palmer     | Andre Agassi Sarkis Sarksjan     | 7:5, 6:1           |
| Finalista     | 20. | 25 lutego 2001       | Memphis                        | Twarda (hala)   | Jonathan Stark   | Bob Bryan Mike Bryan             | 3:6, 6:7(3)        |